# HDMS Sælen (S323)
Le HDMS Sælen (S323) (ou KDM Sælen) est l'un des trois petits sous-marins côtiers de la classe Tumleren de la marine royale danoise. Il est exposé comme navire musée à Copenhague.

## Historique
Il a été construit comme sous-marin Type 207 par Nordseewerke d'Emden, en Allemagne en 1965 pour la Marine royale norvégienne et a servi pendant 25 ans sous le nom de KNM Uthaug avant d'être acheté par le Danemark en 1990, et renommé d'après le morse. Son indicatif d'appel international était OUCJ.
Le 4 décembre 1990, le Sælen a coulé dans le Kattegat au large de Hesselø alors qu'il était remorqué de Copenhague à Aarhus. Le 17 décembre, il a été renfloué par la grue flottante allemande Roland et emmené à Aarhus pour réparation. Le 10 août 1993, une autorisation de plongée a été délivrée et le bateau a été remis en service.
Sælen a servi lors de l'Opération Liberté irakienne en 2003 de mai 2002 à juin 2003. Pour accélérer son retour à son port d'attache de Frederikshavn après 385 jours de déploiement en mer Méditerranée et dans le golfe Persique, il a été transporté à bord du navire de transport lourd Grietje.

### Préservation
Après son retour du golfe Persique, le Sælen a été désarmé et remis au Musée naval royal du Danemark . Le Sælen est maintenant exposé à l'ancien quartier général de la marine à Holmen, dans le centre de Copenhague où il est ouvert aux visiteurs .

## Galerie

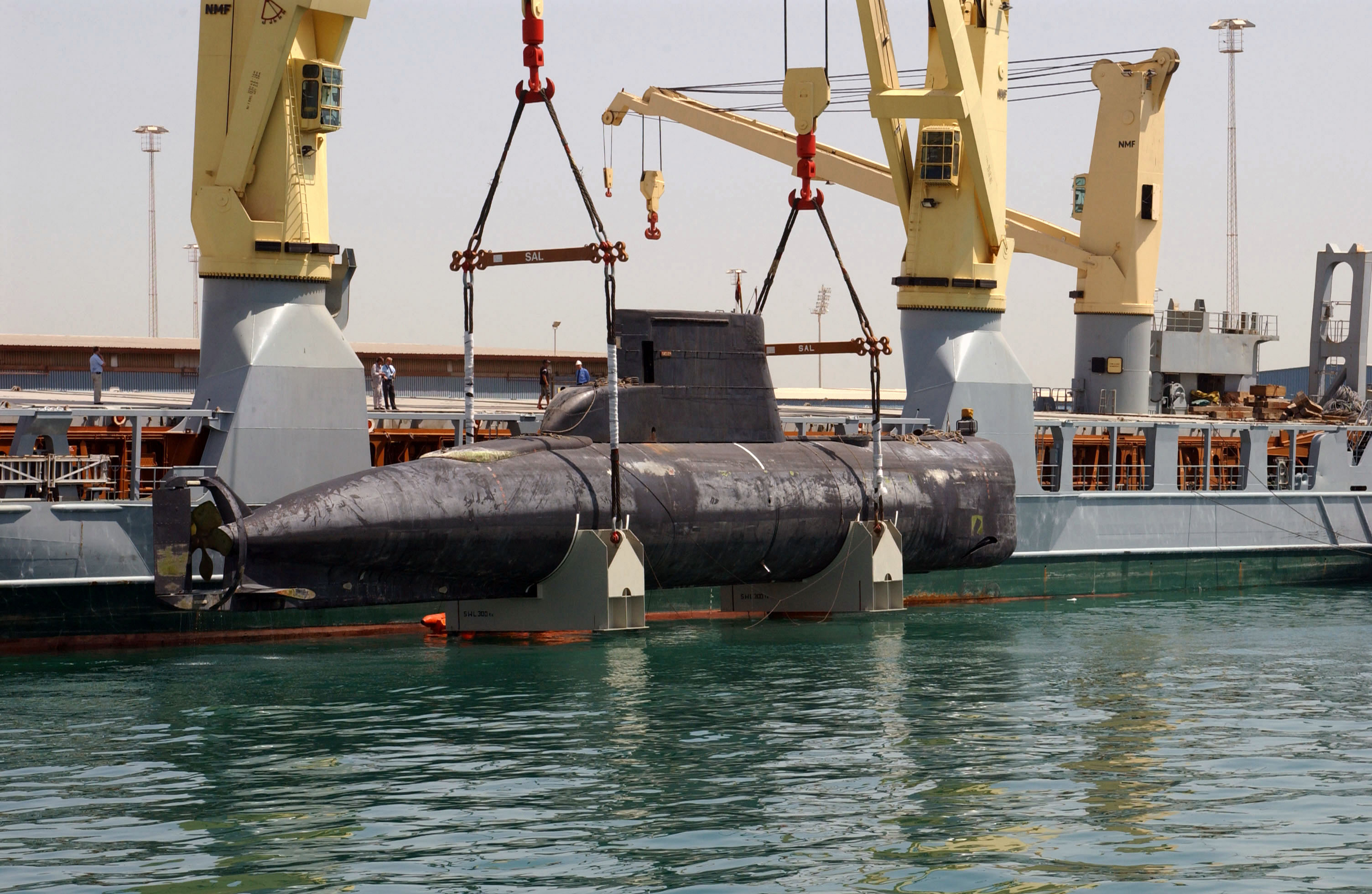
HDMS Sælen transporté par le Grietje.
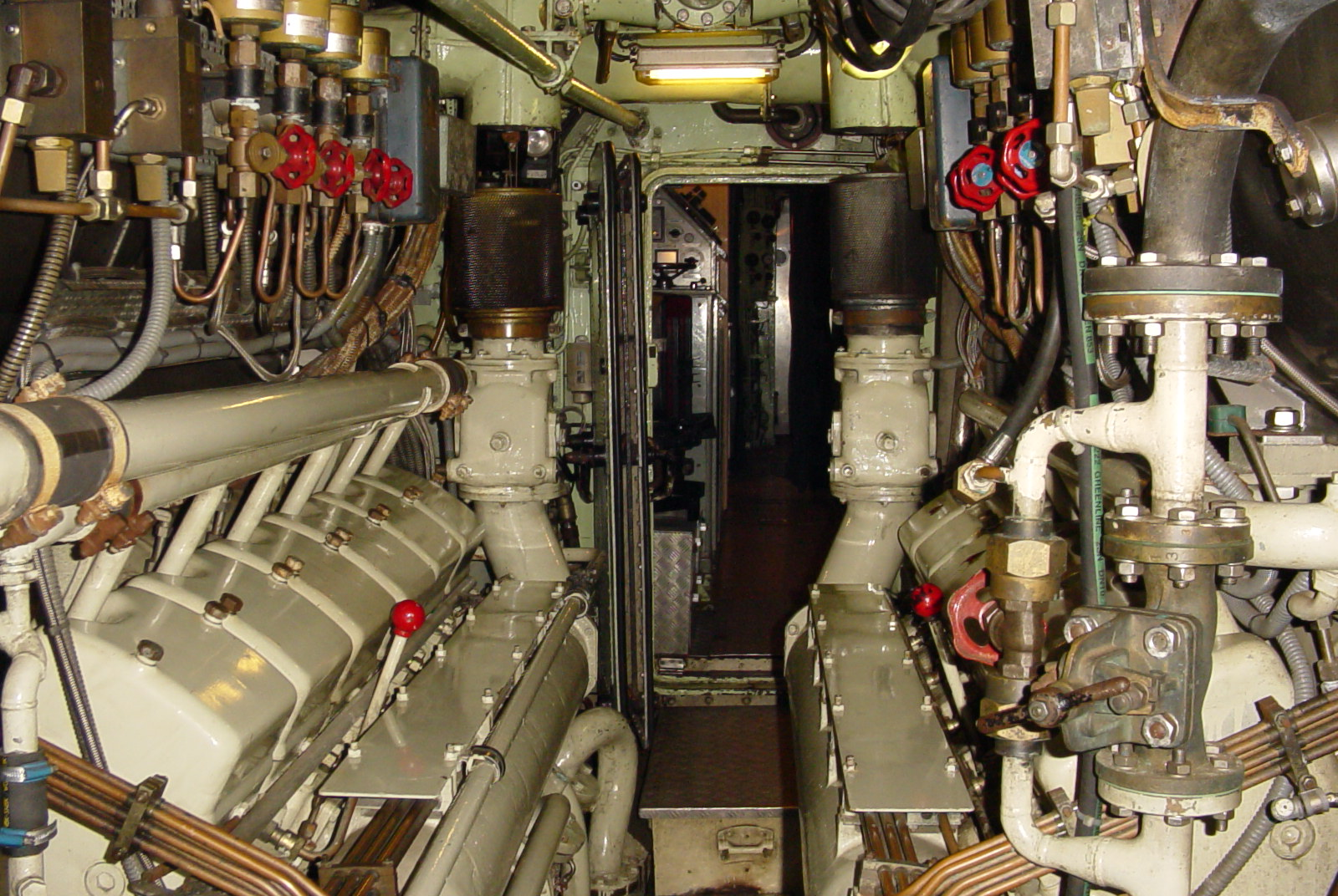
Salle des machines.
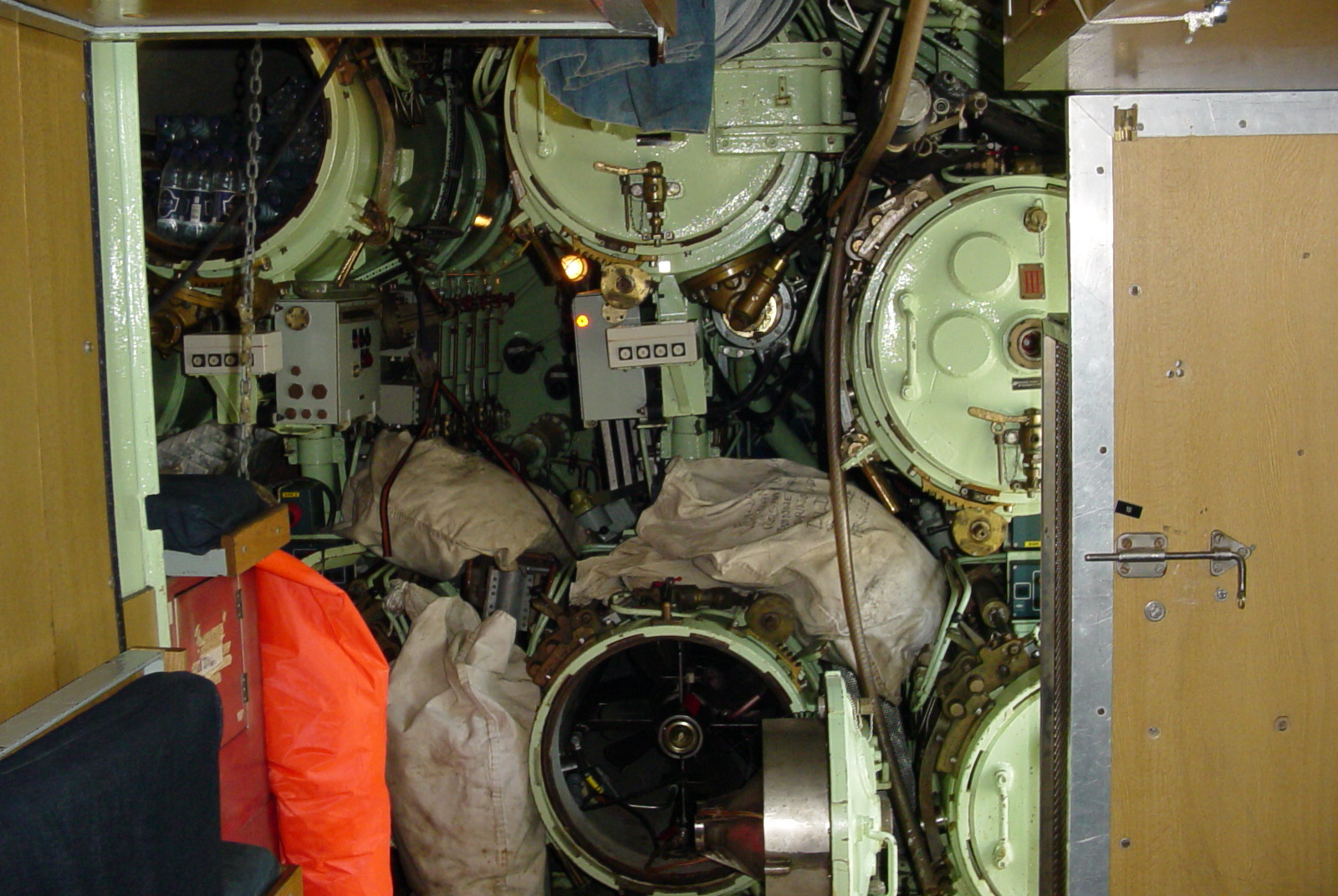
Tubes lance-torpilles.